# علم الأحياء الدقيقة الجيولوجية

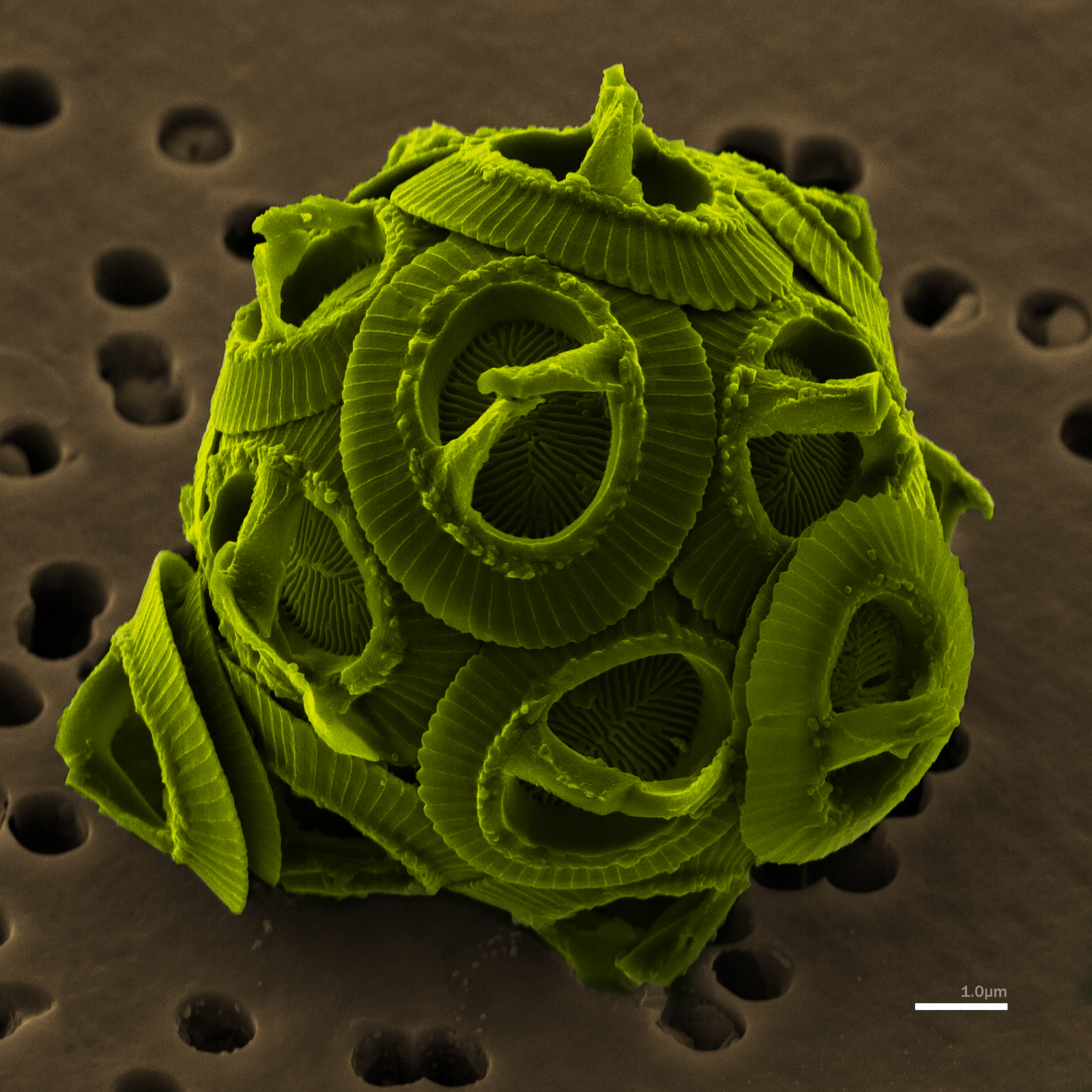

علم الأحياء الدقيقة الجيولوجية هي نتيجة الجمع بين علمي الجيولوجيا وعلم الأحياء الدقيقة. ويهتم مجال علم الأحياء الدقيقة الجيولوجية بدور الميكروب والعمليات الميكروبية في العمليات الجيولوجية والجيوكيميائية والعكس صحيح. وهذا المجال له أهمية خاصة عند التعامل مع الكائنات الدقيقة في الطبقات الجوفية ومرافق مياه الشرب العامة.
ومن المجالات الأخرى للبحث في علم الأحياء الدقيقة الجيولوجية دراسة كائنات الإكستريموفيل، وهي الكائنات الحية الدقيقة التي تزدهر في بيئات تعتبر عدائية في العادة. وهذه البيئات قد تتضمن البيئات الحارة للغاية (الينابيع الحارة أو فتحات منتصف المحيط بلاك سموكر) أو البيئات المالحة بدرجة هائلة أو حتى بيئات المساحات مثل التربة المريخية أو المذنبات.
وقد أوضحت الملاحظات الأخيرة والأبحاث في بيئات الأهوار مفرطة الملوحة في البرازيل وأستراليا أن البكتريا المخففة للكبريتات اللاهوائية قد تشارك بشكل مباشر في تكوين معدن الدولومايت. وهذا يدل على أن عملية تبديل واستبدال رواسب الحجر الجيري من خلال التحويل إلى معدن الدولومايت في الصخور القديمة ربما كانت تتم بمساعدة أسلاف هذه البكتريا اللاهوائية.
وبعض البكتريا تستخدم أيونات معدنية كمصدر لطاقتها. فهي تقوم بتحويل الأيونات المعدنية الذائبة (أو اختزالها كيميائيًا) من حالة كهربائية إلى أخرى. وهذا الاختزال يصدر طاقة لتستخدمها البكتريا، وكمنتج جانبي يعمل على تركيز المعادن فيما يصبح في نهاية الأمر رواسب خام. ويعتقد أن مواد معينة مثل الحديد واليورانيوم بل وحتى الذهب الخام تكونت كنتيجة لتأثير الميكروب.
وتتم دراسة الميكروبات واستخدامها لتقليل التلوث العضوي وحتى النفايات النووية (انظر دينوكوككوس راديودورانز) وتساعد في تنظيف البيئة.
ومن استخدامات علم الأحياء الدقيقة الجيولوجي التصفية الحيوية، وهي استخدام الميكروبات لاستخراج المعادن من نفايات المنجم.

## وصلات خارجية
- Gold mines may be formed by bacteria - PDF file
- Biomineralization of magnetic minerals
- Geomicrobiology Journal, A scientific journal